# Jan Aleksander Rozbicki
Jan Aleksander Rozbicki (ur. 1953) – profesor nauk rolniczych, nauczyciel akademicki Szkoły Głównej Gospodarstwa Wiejskiego w Warszawie, Politechniki Białostockiej oraz Wyższej Szkoły Ekologii i Zarządzania w Warszawie.

## Życiorys
W 1998 na podstawie dorobku naukowego oraz rozprawy pt. Agrotechniczne uwarunkowania wzrostu, rozwoju i plonowania pszenżyta ozimego uzyskał na Wydziale Rolniczym Szkoły Głównej Gospodarstwa Wiejskiego w Warszawie stopień doktora habilitowanego nauk rolniczych, dyscyplina: agronomia, specjalność: uprawa roślin. W 2006 prezydent RP nadał mu tytuł naukowy profesora nauk rolniczych.
Został nauczycielem akademickim Politechniki Białostockiej, Szkoły Głównej Gospodarstwa Wiejskiego oraz Wyższej Szkoły Ekologii i Zarządzania w Warszawie.